# Erythranthe platyphylla
Erythranthe platyphylla är en gyckelblomsväxtart som först beskrevs av Adrien René Franchet, och fick sitt nu gällande namn av Guy L. Nesom. Erythranthe platyphylla ingår i släktet Erythranthe och familjen gyckelblomsväxter. Inga underarter finns listade i Catalogue of Life.